# Gustave Planchon
François Gustave Planchon, né le 29 octobre 1833 à Ganges (Hérault) et décédé le 13 avril 1900 à Montpellier (Hérault), est un pharmacien et entomologiste français.
Après un doctorat de médecine en 1859, il était nommé agrégé à la Faculté de médecine de Montpellier et professeur de Botanique à la Faculté des Sciences de Lausanne, où il enseigna de 1860 à 1862. Tout en poursuivant ses recherches, il continua ses études jusqu'au grade de docteur ès sciences et au diplôme de pharmacien qu'il obtint l'un et l'autre en 1864 et, la même année, il était institué agrégé à l'École supérieure de pharmacie de Montpellier. Il obtient en 1872 la chaire d'histoire naturelle des médicaments à l'École supérieure de pharmacie de Paris. En 1886, il était nommé directeur de l'École supérieure de pharmacie de Paris pour trois ans, par ratification du choix de ses collègues. Il exerça ses fonctions jusqu'à sa mort, c'est-à-dire pendant près de quatorze ans.

## Ses travaux
G. Planchon est surtout connu pour ses recherches sur la structure anatomique des drogues végétales (ou animales dans le cas des cochenilles). Assez difficile à classer ; ses travaux furent consacrés à la pharmacologie et à divers domaines des sciences naturelles et à l'ensemble de ses sous-ensembles, en particulier à la physiologie végétale, à la phytopaléontologie, à la géographie botanique (géobotanique) et à l'entomologie. En précurseur, il fit bénéficier la matière médicale de la détermination des drogues par leurs caractères morphologiques extérieurs en les étudiant à l'aide du microscope, ce qui lui permit de rectifier des identifications erronées (Kermes vermilio vs Kermes ilicis), ou de déterminer avec beaucoup plus de précision la véritable origine botanique de différentes drogues.

## Enfants
Édouard Planchon